# Periodo Muromachi
Il periodo Muromachi (室町時代?, Muromachi jidai) è un'epoca della storia del Giappone che va dal 1336, data dell'ascesa a shōgun di Ashikaga Takauji, fino al 1573 quando l'ultimo shogun Ashikaga fu cacciato da Kyoto. Quest'epoca prende il nome dal quartiere di Kyoto dove gli shogun Ashikaga instaurarono la propria residenza dopo il 1378. È talvolta anche chiamato periodo Ashikaga perché coincide sostanzialmente con lo shogunato Ashikaga.
Questo periodo della storia giapponese mostra dal punto di vista politico un indebolimento del potere centralizzato, ma si presenta dal punto di vista culturale e artistico come una dell'epoche migliori del Giappone.
Gli anni dal 1336 al 1392 sono anche noti come periodo Nanboku-chō (cioè "delle Corti del Nord e del Sud"), mentre gli anni dal 1467 al 1573 sono noti come periodo Sengoku (cioè "degli stati combattenti"). Proprio durante le agitazioni di questo periodo gli occidentali misero per la prima volta piede in Giappone: portarono oltre ad armi da fuoco più sofisticate anche la religione cristiana, che sarà in seguito introdotto in modo più sistematico dal gesuita Francesco Saverio. 

## L'ascesa degli Ashikaga

### L'ascesa di Ashikaga Takauji

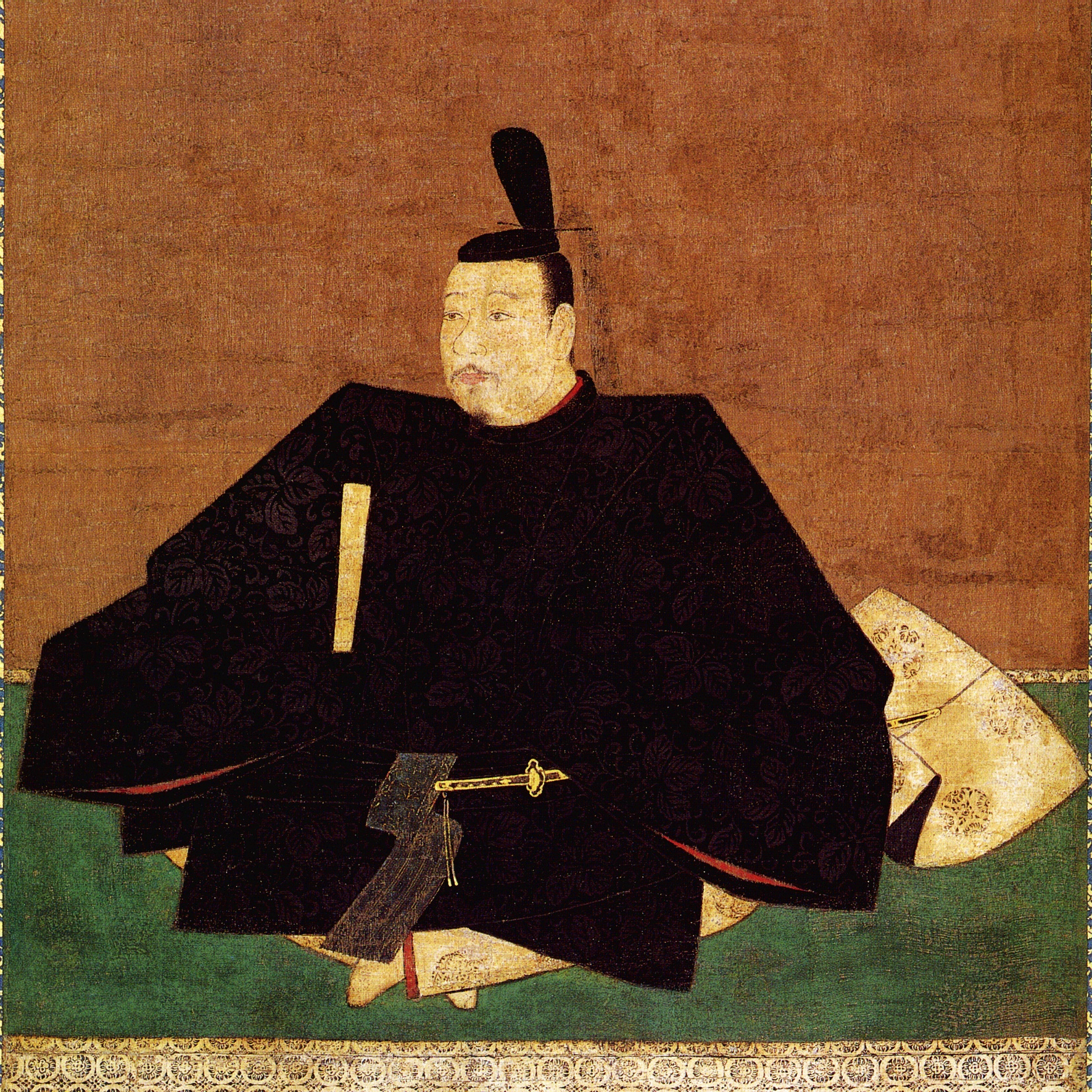
Lo shogun Ashikaga Takauji

Nel 1333 Ashikaga Takauji fu chiamato a combattere contro l'imperatore Godaigo, ritornato dall'esilio. Gli fu così affidata una grande armata per difendere il quartier generale degli Hojo a Rokuhara a Kyoto; Takauji aveva però intenzione di tradire il governo di Kamakura schierandosi a fianco del nemico. Dopo aver marciato sulla città di Tamba proclamò la resistenza Minamoto: con poca difficoltà distrusse la residenza degli Hojo a Kyoto e catturò la città nel nome dell'imperatore; nello stesso momento Nitta Yoshisada, l'altro generale di Godaigo, sconfisse il governo a Kamakura. Anche se avevano combattuto per l'imperatore né Takauji né i suoi sostenitori avevano intenzione di supportare la creazione di un governo centralizzato dove i generali avevano poteri uguali o inferiori a nobili senza esperienza di guerra.
Takauji godeva di grande considerazione da parte di Godaigo che però non volle farlo shogun, dandogli così la possibilità di instaurare un nuovo bakufu: riservò infatti quella carica per i suoi due figli. Godaigo fece altre scelte infelici per la classe militare: infatti nonostante il gran numero di terre da spartire dopo la distruzione degli Hojo, non ne rimase una per i militari che lo avevano aiutato nella conquista.
Nel 1333 Takauji, dopo la presa di Kyoto, aveva posto le basi per un quartier generale all'interno della città e, come generale vincitore, si era riservato i diritti di spartire le terre confiscate ai suoi sostenitori; proprio per questo durante tutto il 1334 ci fu una coesistenza precaria tra Takauji e Godaigo. L'imperatore intanto aveva messo in atto la sua restaurazione del potere (restaurazione Kemmu), creando i vari organi del governo centrale.
Nel 1335 le restanti forze degli Hojo riconquistarono Kamakura; Takauji senza ordini imperiali riconquistò velocemente Kamakura con la sua armata. Godaigo lo dichiarò ufficialmente un traditore, spogliandolo dei suoi titoli: incaricò i suoi due generali, Nitta Yoshisada e Kitabatake Akije, di riprendere la regione del Kantō. Takauji iniziò così la sua marcia verso Kyoto, mantenne la città sotto il suo controllo per quattro giorni prima di doversi ritirare nell'isola di Kyūshū: durante la sua ritirata riuscì ad accumulare un considerevole numero di alleati sia con l'aiuto dell'ex imperatore sia promettendo cariche importanti nel nuovo governo Ashikaga.
Nel quinto mese del 1336 Takauji iniziò il contrattacco: nella battaglia di Minatogawa, gli Ashikaga ottennero una vittoria decisiva. Takauji entrò così a Kyoto insieme al principe Yutahito, fratello dell'ex-imperatore, che con il recupero degli emblemi imperiali pose le basi per diventare imperatore.

### I primi anni e il periodo delle due corti

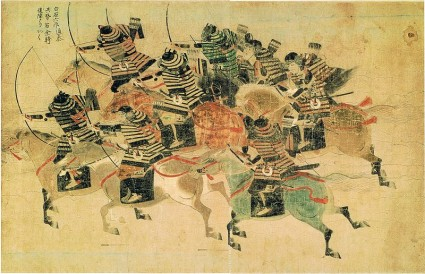
Guerrieri giapponesi nel XIV secolo

Kyoto non era ancora completamente in mano agli Ashikaga: i nemici del nuovo bakufu non mostravano nessuna intenzione di lasciare il campo di battaglia e Godaigo, affermando di avere con sé i veri emblemi imperiali, mantenne vivi i suoi piani rifugiandosi nella zona montuosa di Yoshino. Qui creò la sua corte personale, chiamata Corte del Sud perché a sud di Kyoto; la corte al servizio degli Ashikaga prese quindi il nome di Corte del Nord. Riprese così la corsa alle armi, con entrambe le corti che richiamavano guerrieri da tutto il Giappone. Nonostante la morte dei più forti rivali di Takauji, i generali Nitta Yoshisada e Kitabake Akiie, nell'estate del 1338 e la morte di Godaigo nell'estate dell'anno successivo, le rivalità continuarono.
Nel 1350 ci furono lotte interne per il potere nel governo Ashikaga tra Takauji e suo fratello Tadayoshi, conseguenza della divisione di responsabilità all'interno del bakufu: il primo si occupava dei compiti militari mentre il secondo delle mansioni riguardanti gli organi interni.
Nel 1349 Takauji aveva allontanato il fratello dalla corte; l'anno seguente fu costretto a combattere contro il figlio Tadafuyu. Nell'inverno 1351 il fratello venne avvelenato, probabilmente sotto ordine dello stesso Takauji: la morte di Tadayoshi non fece altro che accrescere il malcontento nei suoi confronti.
Takauji morì nel 1358, gli succedette come shogun e come capo degli Ashikaga il ventottenne Yoshiakira. Il secondo shogunato affrontò gli stessi problemi del primo, anche se ormai la violenza della guerra civile si era attenuata.
Yoshiakira morì nel 1367 e sotto il suo successore, il figlio di 10 anni Yoshimitsu, il bakufu Muromachi vivrà il suo massimo splendore.

### Lo shogunato di Yoshimitsu

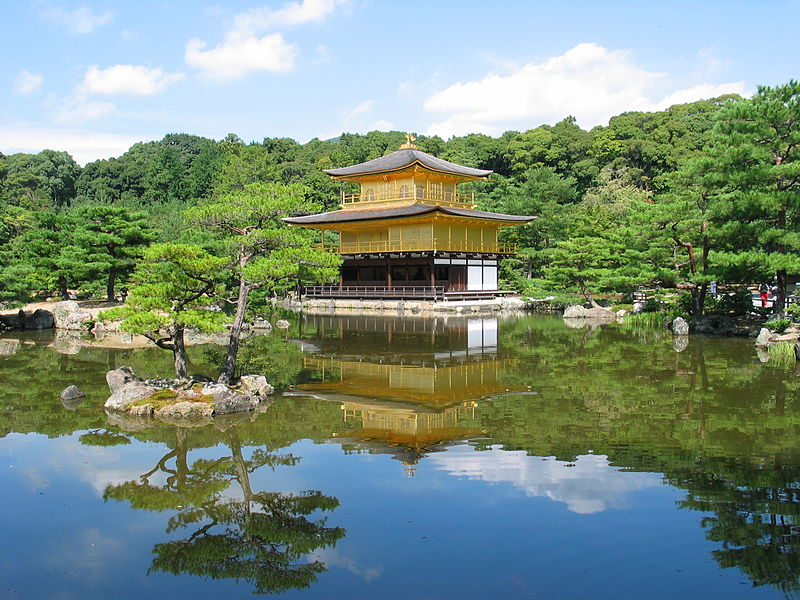
Kinkaku-ji, il padiglione d'oro

Yoshimitsu dimostrò di essere il più abile shogun del periodo Muromachi. Nel 1392 riuscì a unificare le due Corti e in seguito riuscì a mantenere sotto controllo il crescente potere dei governatori: adottò il metodo dello stato Yamato, conferendo loro cariche a corte in modo da obbligarli a risiedere a Kyoto. Riuscì ad aumentare ulteriormente il potere dello shogun dimostrando la sua fedeltà all'imperatore cinese, riservando così il diritto per lo shogun di trattare con le istituzioni straniere senza interpellare la corte imperiale. Yoshimitsu istituì anche la carica di shogun in ritiro, che egli stesso occupò dopo aver abdicato in favore del figlio: come residenza fece costruire a Kyoto il famoso Kinkaku-ji, detto anche padiglione d'oro.
Alla morte di Yoshimitsu nel 1408 il potere dello shogunato però iniziò a diminuire.

### Decadenza del potere degli shogun
Il periodo che seguì la morte di Yoshimitsu vide il potere degli shogun via via diminuire: gli ordini non venivano rispettati, spesso ignorati o revocati dalla corte. Il potere delle varie famiglie che detenevano il controllo delle province iniziò ad aumentare, dando vita a quelli che in seguito sarebbero diventati i daimyō (signori feudali). Ormai al di fuori del controllo dello shogunato, le famiglie provinciali iniziarono a combattere tra loro; l'inutile guerra civile Ōnin (1467-1477) rivelò l'incapacità dello shogunato di mantenere il controllo militare. I cent'anni che seguirono la guerra civile caratterizzati da continui disordini civili sono conosciuti come epoca Sengoku (cioè degli "Stati guerrieri")

### L'era Sengoku
In questo periodo di lotte continue hanno origine gran parte dei moderni valori giapponesi. Proprio durante queste agitazioni gli occidentali fecero la loro prima comparsa in Giappone. Il Giappone si trovava in questo periodo diviso sotto il potere dei vari daimyõ; proprio uno di questi, Oda Nobunaga, che aveva acquisito sempre maggior potere sconfiggendo altri daimyõ, riconquistò Kyoto sostenendo la causa di un membro della famiglia Ashikaga, Yoshiaki, che mirava ad ottenere il titolo di shogun: lo conquistò, ma il potere era detenuto pubblicamente da Nobunaga. Infatti, solo cinque anni più tardi, nel 1573, Nobunaga lo espulse, segnando la fine del periodo Muromachi e del dominio degli shogun Ashikaga.

## Il governo e la politica Ashikaga

### Legittimazione del potere

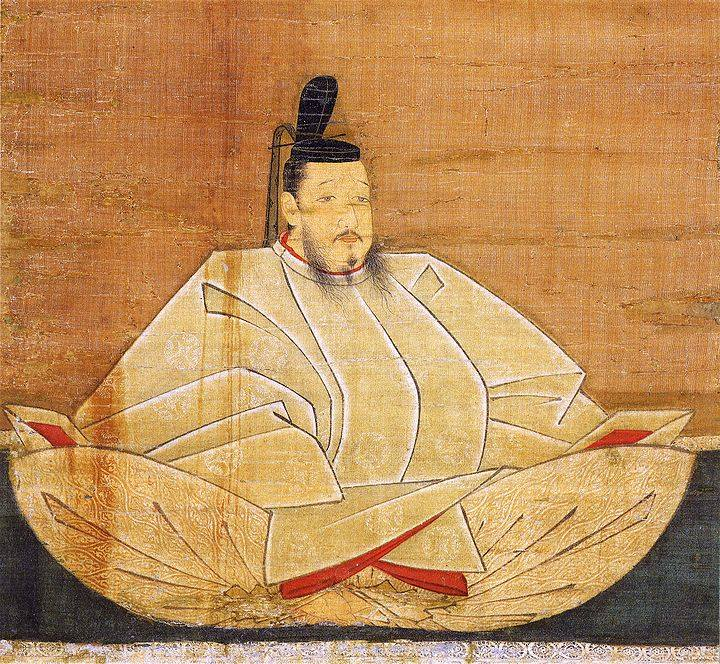
Lo shogun Yoshimitsu

Uno dei più grandi meriti della casata degli Ashikaga fu quello di legittimare la figura dello shogun, capo militare e custode delle tradizioni guerriere, all'interno del governo ancora presieduto dall'imperatore; non poteva essere altrimenti visto che Takauji aveva ottenuto largo consenso proclamando la fine del dominio della nobiltà a favore della classe guerriera. Non c'era però nessuna intenzione da parte degli Ashikaga di togliere di mezzo la figura dell'imperatore, ne tantomeno di unire la classe degli aristocratici a quella dei guerrieri, entrambe importanti per la creazione di un buon governo; l'investitura di uno shogun rimase un privilegio dell'imperatore e della corte. È durante il terzo shogunato, quello di Yoshimitsu, che la casata degli Ashikaga mostra grande abilità nel penetrare anche nelle attività di corte; infatti dopo aver definitivamente sconfitto le ultime resistenze che minavano al potere imperiale, Yoshimitsu godeva delle massime cariche sia tra l'aristocrazia sia tra i guerrieri.

### L'amministrazione provinciale, shogun e governatori
Inizialmente Takauji faceva affidamento solamente sui membri della famiglia Ashikaga per l'amministrazione delle province e le cariche più importanti. Con il perpetuarsi della guerra fu costretto a crearsi nuovi alleati, soprattutto dopo l'eliminazione del fratello Tadayoshi. Alla fine del 1300, 23 delle province del Giappone erano sotto il controllo di casate ausiliari degli Ashikaga, 20 da non ausiliari e 2 da istituzioni. Ovviamente le famiglie ausiliarie erano quelle più stimate dallo shogun, ma con il tempo quelle non ausiliarie si dimostrarono più affidabili.

### La distribuzione del potere
Dopo la fine delle battaglie e dopo la riunificazione delle due corti nel 1392, proprio quando lo Shogun Yoshimitsu aveva il pieno controllo del governo militare, il rapporto tra shogun, corte e governatori è stabile. Con l'instaurazione del bakufu a Kyoto, però, la casata Ashikaga trovò grande difficoltà a mantenere il controllo sulle aree più distanti, la regione del Kanto, dell'Ou e del Kyushu.

## Cultura e religione nel periodo Muromachi

### Buddhismo zen
In questo periodo caratterizzato da continue lotte e guerre, il buddhismo zen si rivolse principalmente alla classe guerriera; i valori fondamentali come la semplicità, la disciplina, il ritegno e la meditazione si trovarono in contrasto con il clima dell'epoca. In questo periodo nascono alcuni degli ideali estetici fondamentali ancora oggi per la cultura giapponese: il wabi (cioè il gusto delicato) , il kåre (usato con il significato di sobrio), il sabi (semplicità) e lo yūgen (l'eleganza).

### Teatro e letteratura

#### Il teatro del nō
Molti dei valori fondamentali suggeriti dal buddhismo zen, oltre a guidare la vita dei giapponesi, contribuirono a creare il genere teatrale del nō; le rappresentazioni di questo genere teatrale erano costituite da drammatici scontri militari e affrontavano il tema della ricompensa nell'aldilà. Il distacco dalle cose terrene trattato colpiva anche gli scrittori che per distaccarsi dal mondo decidevano di condurre una vita da eremita. Così scriveva il monaco buddhista Zekkai: 

#### Il teatro del kyōgen
Nel periodo Muromachi divenne molto popolare anche un altro genere di dramma teatrale, il dramma comico conosciuto come kyōgen. Dopo la fuga dei nobili dalle corti gli scrittori iniziarono a interessarsi alla vita della gente comune: nelle commedie del kyōgen infatti le persone comuni, come i servi, erano in grado di rovesciare la nobiltà e a condurre una vita felice. Queste rappresentazioni erano spesso messe in scena assieme alle rappresentazioni drammatiche del teatro nō.

### Letteratura

#### Cronache di guerra
Uno dei generi letterari più diffusi durante tutto il periodo Muromachi fu quello delle cronache di guerra. Una delle opere più influenti fu il Taiheiki (conosciuto anche con il nome di Cronaca della Grande Pace, un'opera di 40 volumi che racconta i fatti della restaurazione Kenmu e i cinquant'anni seguenti; scritta mezza in giapponese e mezza in cinese è famosa soprattutto per le descrizione degli eroi che presero parte alla guerra a fianco dell'imperatore. Un'altra opera importante è il Meitokuki, che narra la ribellione della famiglia Yamana contro la famiglia degli Ashikaga nel 1391.

#### Poesia
Grande successo nei ranghi della classe guerriera fu riscontrato dalla poesia renga. Questo genere trova le sue radici nella poesia classica, adottando lo stile metrico del tanka. Il più famoso poeta del poesia renga del tempo fu Sōgi (1421–1502), che conquistò una grandissima reputazione tra i poeti durante la guerra Ōnin.

## Eventi
- 1333: Ashikaga Takauji è chiamato a combattere contro l'imperatore Godaigo. Tradisce la famiglia degli Hojo e conquista Kyoto.
- 1335: Ashikaga Takauji riconquista Kamakura senza alcun ordine imperiale.
- 1336: Ashikaga Takauji sconfigge Godaigo ed entra a Kyoto.
- 1358: muore Ashikaga Takauji; gli succede il figlio Yoshiakira.
- 1378: sale al potere il terzo shogun Ashikaga, Yoshimitsu.
- 1392: Yoshimitsu riunifica le due corti del Nord e del Sud (Nanboku-chō).
- 1408: morte di Yoshimitsu e inizio della decadenza del potere shogunale.
- 1467: scoppio della Guerra Civile Onin tra gli schieramenti dei clan Yamana e Hosokawa ed inizio del periodo Sengoku (epoca degli stati belligeranti)
- 1573: Oda Nobunaga espelle da Kyoto l'ultimo Shogun Ashikaga Yoshiaki; fine dello shogunato Ashikaga e del periodo Muromachi e inizio del periodo Azuchi-Momoyama.